# 웃타마
웃타마(타밀어: ஆதித்த, 931년 ~ 985년)는 촐라 제국의 황제이다. 그는 마두란타카로도 알려져 있으며, 970년부터 985년까지 제국을 다스렸다. 라젠드라 1세의 티루발랑가두 판에 따르면, 마두란타카 우타마의 통치 기간은 아디티야 2세 이후에 놓여있다고 한다. 후자는 파란타카 2세와 공동 통치자였을 수도 있고 그가 공식적으로 제위에 오르기 전에 죽은 것으로 보인다. 우타마는 파란타카 2세의 사촌이었고 유명한 셈비얀 마하데비와 간다라디티야의 아들이었다.